# Hello (Turn Your Radio On)
Hello (Turn Your Radio On) (englisch für „Hallo (Mach dein Radio an)“) ist ein Lied des britischen Musikprojekts Shakespears Sister aus dem Jahr 1992.

## Entstehung und Veröffentlichung
Das Lied wurde von den beiden Shakespears-Sister-Mitglieder Marcella Detroit und Siobhan Fahey, zusammen mit dem Koautoren Jean Guiot, getextet beziehungsweise komponiert. Das Duo zeichnete zudem mit Alan Moulder und Chris Thomas für die Produktion verantwortlich.
Die Erstveröffentlichung von Hello (Turn Your Radio On) erfolgte als Teil von Shakespears Sisters zweiten Studioalbum Hormonally Yours am 13. Januar 1992 bei London Records (Katalognummer: 828 375-2). Am 26. Oktober 1992 erschien das Lied als Singleauskopplung aus dem Album. Diese erschien als CD-Maxi-Single mit einem Remix zu Hello (Turn Your Radio On) sowie Remixen zu Goodbye Cruel World und Stay als B-Seiten (Katalognummer: 869 937-2).

## Inhalt
Im Lied geht es um das lyrische Ich, das seinem Gegenüber begreiflich macht, dass es sein Radio einschalten solle. Es fragt, ob es jemanden da draußen gebe, der ihm helfe, sein Lied zu singen und merkt an, dass das Leben eine seltsame Sache sei. Gerade dann, wenn man dachte, man habe gelernt, wie man es lebt, sei es vorbei. („Hello, hello, turn your radio on. Is there anybody out there? Help me sing my song. La, la, la, life is a strange thing. Just when you think you've learned how to use it. It's gone.“).

## Musikvideo
Das dazugehörige Musikvideo wurde von der Regisseurin Sophie Muller in schwarz-weiß gedreht. Es zeigt das Duo Shakespears Sister beim Auftritt in einem Schrank, der am Anfang des Videos geöffnet und am Ende geschlossen wird. Das Video verzeichnete bis Juli 2024 über 3,7 Millionen Aufrufe auf der Videoplattform YouTube.

## Chartplatzierungen
| ChartsChartplatzierungen     | Höchstplatzierung | Wochen |
| ---------------------------- | ----------------- | ------ |
| Deutschland (GfK)            | 12 (22 Wo.)       | 22     |
| Schweiz (IFPI)               | 9 (19 Wo.)        | 19     |
| Vereinigtes Königreich (OCC) | 14 (6 Wo.)        | 6      |

| ChartsJahrescharts (1993) | Platzierung |
| ------------------------- | ----------- |
| Deutschland (GfK)         | 50          |
| Schweiz (IFPI)            | 39          |

## Coverversionen
- 1994: The Bates

- 2009: Jan Wayne[1]
- 2009: Queensberry[1]